# 接触改質
接触改質（せっしょくかいしつ、英語：catalytic reforming）とは、石油精製において原油を蒸留することで得られたガソリン留分のオクタン価を触媒反応によって高める過程のこと。単にリホーミング、リフォーミング (reforming) とも呼ばれている。

## 概要
原油を蒸留することで得られた重質ナフサ留分は、オクタン価の低いパラフィン、シクロアルカンが主成分であり、オクタン価が40-50程度とガソリン燃料としてはあまり優れていない。これを水素化脱硫処理して接触改質触媒の触媒毒となるナフサ中の硫黄、窒素、金属などの不純物を除去した上で接触改質装置に供給する。
接触改質触媒は、固体酸の一種である焼成ゼオライトを担体とした白金やレニウムの貴金属触媒に塩素を添加したものが主流である。接触改質反応は水素存在下において 500 ℃ 程度で行われる。反応機構は以下のように考えられている。
1. 貴金属によって直鎖アルカンが脱水素されアルケンに変化する。
2. 生成したアルケンに触媒からプロトンが供与されることでカルボカチオンが生成する。
3. カルボカチオンは水素原子やアルキル基の転位を起こしたり、環化したりする。この転位反応では安定性の高いアルキル基の置換の多いカルボカチオンが生成しやすいため、分岐の多いアルケンが多く得られる。また環化したものの一部はさらに脱水素されて芳香族炭化水素となる。
4. 生成した分岐アルケンが貴金属によって再び水素化され分岐アルカンとなる。

この反応によって、芳香族炭化水素を主成分とする改質ガソリン、水素、分解生成物である C4 以下の炭化水素が生成する。また触媒上には炭素質のコークが徐々に析出して触媒失活の原因となる。脱水素反応である改質反応は水素分圧が低いほうが平衡上有利であるが、コーク析出を抑制するために原料に水素を加える。
反応生成物は熱交換器で冷却して気液分離する。水素を主成分とする気体は、水素化脱硫などの他設備に供給されるとともに、一部はコンプレッサーを経て反応器にリサイクルする。液体は蒸留によって C4 以下の留分と改質ガソリンに分離される。改質ガソリンのオクタン価は 100 程度に達する。また改質ガソリンはベンゼン、トルエン、キシレン（BTXと総称される）などの芳香族炭化水素に富んでいるので石油化学原料としても重要である。
コーク析出によって失活した触媒は、コークの燃焼除去、塩素化、還元によって再び改質反応に使用可能となる。これを触媒再生という。旧来は反応器を一旦停止して触媒再生を行う方式が採用されていたが、最近の新設プラントでは運転中に触媒を連続的に抜き出して専用の触媒再生設備で再生して反応器に戻す連続触媒再生式設備 (Continuous Catalyst Regeneration, CCR) が主流となっている。連続触媒再生式設備では、反応器で改質反応を続けながら触媒が再生できるので、コークの析出しやすい低水素分圧条件での運転が可能となり、水素化分解による C4 以下留分の生成を抑えて改質ガソリンと水素の収率を上げることができるのがメリットである。